# Mas Novell
Mas Novell és una masia del municipi de Vilanova de Sau (Osona). Juntament amb el Mas Novell Petit o Xic, ambdues estan incloses en l'Inventari del Patrimoni Arquitectònic Català.

## Descripció
Masia situada sobre el desnivell el terreny. Presenta diverses etapes constructives, la primitiva casa sembla de planta rectangular, coberta a dues vessants i amb el carener perpendicular a la façana, la qual sembla orientada a migdia. A partir d'aquest cos s'hi adossen altres construccions tant a la banda nord com a la sud. Les obertures són petites i el portal d'entrada és de forma rectangular.
És construïda amb grossos carreus de gres vermell als angles i la resta dels murs són de pedra diversa (granit, gresos, etc.) units amb morter de calç. A la banda de migdia hi ha una construcció de totxo cuit que forma una mena de reixat per assecar el fenc. L'estat de conservació és bastant bo.

## Mas Novell Petit
Masia de planta rectangular coberta a dues vessants, amb el carener perpendicular a la façana, orientada a migdia. Consta de planta baixa i primer pis. Presenta un portal rectangular amb una gran llinda datada i al damunt una finestra, avui convertida en portal. A llevant s'hi annexiona un cos cobert a una sola vessant, amb una part destinada a herbera; a ponent sobresurt un cos amb un portal rectangular i llinda de fusta. La banda de tramuntana és gairebé cega.
Els ràfecs tenen molt poc voladís. El portal i la finestra de migdia són de pedra blanquinosa molt ben treballada, la resta de pedra és de procedència diversa i està unida amb morter de fang i calç.

## Història
Masia situada dins l'antic terme de Sant Romà de Sau, la parròquia avui roman colgada per les aigües del pantà, el mas depèn del terme civil de Vilanova de Sau.
La parròquia de Sant Romà, com moltes de la rodalia, experimentà un creixement demogràfic notable entre els segles xvi i XIX de manera que passà de tenir 16 famílies a tenir-ne 42. Segurament tant el mas Novell com el mas Novell Petit van ser construïts durant aquest període. El primer presenta dades constructives que fan referència al segle xviii, possiblement una reforma, i el segon al segle xix. Ambdues masies es troben registrades al Nomenclàtor de la província de l'any 1892.